# Бавелла
Бавелла (фр. Bavella) — один из 11 кантонов департамента Южная Корсика, региона Корсика, Франция. INSEE код кантона — 2A06. Кантон полностью находится в округе Сартен. Кантон был создан в 2015 году.

## История
По закону от 17 мая 2013 и декрету от 14 февраля 2014 года количество кантонов в департаменте Южная Корсика уменьшилось с 22 до 11. Новое территориальное деление департаментов на кантоны вступило в силу во время выборов 2015 года. Таким образом, кантон Бавелла был образован 22 марта 2015 года. Он был сформирован из бывших кантонов Порто-Веккьо (4 коммуны), Левие (2 коммуны).

## Коммуны кантона
В кантон входят 5 коммун и часть коммуны Порто-Веккьо.
| №     | Индекс | Коммуна               | Оригинальное название | Население, чел. (2012) | Площадь, км² |
| ----- | ------ | --------------------- | --------------------- | ---------------------- | ------------ |
| 2A092 | 20135  | Конка                 | Conca                 | 1087                   | 77,96        |
| 2A139 | 20137  | Леччи                 | Lecci                 | 1419                   | 27,41        |
| 2A300 | 20170  | Сан-Гавино-ди-Карбини | San-Gavino-di-Carbini | 1061                   | 47,88        |
| 2A269 | 20145  | Сари-Соленцара        | Sari-Solenzara        | 1385                   | 73,85        |
| 2A362 | 20124  | Дзондза               | Zonza                 | 2482                   | 134,46       |
| 2A247 | 20137  | Порто-Веккио          | Porto-Vecchio         | 5984 (из 10 064)       |              |

## Политика
Согласно закону от 17 мая 2013 года избиратели каждого кантона в ходе выборов выбирают двух членов генерального совета департамента разного пола. Они избираются на 6 лет большинством голосов по результату одного или двух туров выборов.
В первом туре кантональных выборов 22 марта 2015 года в Бавелла баллотировались 4 пары кандидатов. С поддержкой 62,18 % Жанин Кьабрини и Жан-Жак Панунзи были избраны на 2015—2021 годы. Явка на выборы составила 54,18 %.
| Мандат | Мандат | Кандидаты                        |                | Партия                    | Первый тур | Первый тур |
| Мандат | Мандат | Кандидаты                        | Кол-во голосов | Партия                    | % голосов  |            |
| ------ | ------ | -------------------------------- | -------------- | ------------------------- | ---------- | ---------- |
| 2015   | 2021   | Жанин Кьабрини и Жан-Жак Панунзи |                | Союз за народное движение | 3264       | 62,18      |
| 2015   | 2021   | Мелани Фабр и Давид Руа          |                | Национальный фронт        | 877        | 16,71      |
| 2015   | 2021   | Жан-Голь Лалу и Леа Профизи      |                | Беспартийные              | 565        | 10,76      |
| 2015   | 2021   | Мишель Жираши и Катерин Алева    |                | Беспартийные              | 543        | 10,34      |